# Litargus militaris
Litargus militaris es una especie de coleóptero de la familia Mycetophagidae.

## Distribución geográfica
Habita en Madagascar.